# Предполагаемое государственное устройство в будущем
«Предполагаемое государственное устройство в будущем» — философское сочинение священника и учёного Павла Александровича Флоренского, изложение его взглядов на политическую структуру России, выполненное в 1933 году и впервые опубликованное в 1990 году. По мнению М. Галахтина, эта работа — единственный образец систематического изложения общественно-политических взглядов мыслителя в его обширном наследии.

## Создание
Работа создана в 1933 году, когда Флоренский был арестован по делу «национал-фашистского центра» «Партия возрождения России», главой которого якобы являлся он сам и дал по этому делу признательные показания.
Рукопись, обнаруженная в следственном деле, — это 26 пронумерованных с обеих сторон листов (51 страница), исписанных чернилами разных цветов (красными, зелеными, голубыми), законченная 16 марта 1933 года, о чём имеется запись автора. Манускрипт был сильно испорчен при хранении: внутренний край листов был залит водой, размывшей часть текста, которую так и не удалось расшифровать публикаторам. Некоторые отличия в почерке позволяют считать, что текст создавался несколько дней.
Некоторые авторы (А. А. Андрюшков) оспаривали авторство Флоренского, настаивая на том, что рукопись создана в заключении. Магистр истории, священник Дмитрий Гусев считает авторство сознательным, позиционным и бесспорным по следующим причинам:
1. «Текст изобилует конкретными примерами, в которых однозначно проглядываются ссылки на опыт Флоренского (командировки, знакомство с некоторыми областями практики);
2. Основные положения текста базируются на методологии „реального идеализма“, разработанной Флоренским в предыдущие годы (понятие „идеи“ как единого во многом, ценностная акцентировка на конкретный материал, проблема воспроизводства жизни и др.);
3. Текст в ничтожной доле связан с вымышленной следствием программой „Партии возрождения России“, по многим положениям ей противоречит (например, в вопросе интервенции Германии, о восстановлении монархии и опоре на Русскую православную церковь);
4. В тексте излагается проект политической реформы Советского Союза. При этом предложения по ряду сфер делаются предельно конкретно и таким образом, что могли быть озвучены в свободных условиях, поскольку не содержат ничего крамольного (например, очень подробно описан подход к образовательной политике, организации научных исследований и развитию сельского хозяйства), более того, соответствуют общим принципам мировоззрения Флоренского;
5. Жанр текста — проектная записка, стиль в большей части свободный; в некоторых фрагментах видно, что автор излагает многие ранее обдуманные мысли»[3].

«Записка» была передана семье Флоренского московским управлением КГБ в 1990 году, а затем опубликована в журнале «Литературная учёба».

## Концепции

### Власть
Как убеждённый сторонник самодержавной власти, Флоренский, тем не менее, признавал несовершенство монархии. «От демократической республики до абсолютной монархии, чрез разнообразные промежуточные ступени, все существующие виды правового строя… не несут своей функции. Нельзя обманываться: не война и не революция привели их к тяжелому положению, но внутренние процессы, война же и [революция] лишь ускорили обнаружение внутренних язв», — писал Флоренский.
Тем не менее самодержавная власть нужна, она «осенена свыше» и не должна быть результатом человеческого выбора. «Политическая свобода масс в государствах с представительным правлением есть обман и самообман масс…». Представительство «как демократический принцип. вредно, и не давая удовлетворения никому в частности, вместе с тем расслабляет целое». Только авторитарная власть способна преодолеть центробежные тенденции, консолидировать силы для решения национальных задач. «Никакие парламенты, учредительные собрания, совещания не могут вывести человечество из тупиков и болот, потому что тут речь идет не о выяснении того, что уже есть, а о прозрении в то, чего ещё нет. Требуется лицо, обладающее интуицией будущей культуры, лицо пророческого [склада]. Это лицо, на основании интуиции, пусть и смутной, должно ковать общество». Однако приход к власти таких авторитарных вождей, как Гитлер и Муссолини, Флоренского не вдохновляло: он расценивал их лишь как «суррогаты» творческого лидера.
«Как суррогат такого лица, как переходная ступень истории появляются деятели вроде Муссолини, Гитлера и др. Исторически появление их целесообразно, поскольку отучает массы от демократического образа мышления, от партийных, парламентских и подобных предрассудков, поскольку дает намек, как много может сделать воля. Но подлинного творчества в этих лицах все же нет, и, надо думать, они — лишь первые попытки человечества породить героя. Будущий строй нашей страны ждет того, кто, обладая интуицией и волей, не побоялся бы открыто порвать с путами представительства, партийности, избирательных прав и прочего и отдался бы влекущей его цели. Все права на власть <…> избирательные (по назначению) — старая ветошь, которой место в крематории. На созидание нового строя, долженствующего открыть новый период истории и соответствующую ему новую культуру, есть одно право — сила гения, сила творить этот строй. Право это одно только не человеческого происхождения и потому заслуживает названия Божественного. И как бы ни назывался подобный творец культуры — диктатором, правителем, императором или как-нибудь иначе, мы будем считать его истинным самодержцем и подчиняться ему не из страха, а в силу трепетного сознания, что пред нами чудо и живое явление творческой мощи человечества».
Авторитарная власть, по его мнению, должна сверху вниз формировать элиту из «наиболее осведомленных и заслуживающих доверия граждан», выдвигая их из кадровых рядов государственного аппарата и армии. «Современный советский аппарат засорен людьми, которые не могут быть названы плохими, но которые просто не хороши, то есть находятся на [данном] месте случайно, и потому фактически коэффициент полезного действия весьма малый. Об этом-то повышении коэффициента полезного действия и надлежит позаботиться в будущем, — отметил он. — Задача правительства — сделать политическое управление и его органы [организацией] особою, особо почетною во всем обществе, вроде того как в Англии, например, была должность судьи».
Он предложил создать специальный государственный институт для поиска талантов, которые подчас не в состоянии сами заявить о себе: «Только весьма проницательные, опытные и крупные люди могут распознать подлинно творческие потенции, и для этого распознавания должен быть организован особый государственный аппарат, работа которого с лихвой окупится результатами».
Флоренский исключил участие населения в политической жизни, которая есть прерогатива самодержавной власти, одновременно ответственной за её результаты. Политические партии только разлагают государственность. Наличие большевистской партии как института «волевых и дисциплинированных работников» он назвал одним из достижений СССР: «было бы со стороны власти преступным легкомыслием и расхищением народного достояния потерять тот подбор работников, многие из которых могли бы найти целесообразное применение своим силам в будущем строе на местах ответственных».
«Должно быть твердо сказано, что политика есть специальность, столь же недоступная массам, как медицина или математика».

### Особый путь России
Флоренский, как и его единомышленник И.Ильин, противопоставлял русскую цивилизацию западной и считал, что Россия должна сформировать собственную модель политического устройства согласно своим историческим, культурным и религиозным устоям. Взаимодействовать с западным миром надлежит на уровне научно-технических и информационных контактов, а русская эмиграция, «…застывшая в своем дореволюционном прошлом и оторвавшаяся от жизни страны», должна быть полностью отстранена от какого-либо вмешательства во внутренние дела России до «полного укрепления новой власти и проведения всех необходимых мероприятий». Самобытное устройство национального государства надлежит построить на началах православия, духовной свободы и развития человеческой личности, считал Флоренский.
«В виду общей внешней политики, направленной в сторону экономической изоляции от внешнего мирового рынка и отказа от вмешательства в политическую жизнь других государств, потребность в валюте могла бы быть весьма ограничена и в пределе будет стремиться к нулю. Статьи импорта будут по возможности уменьшаться. Импортироваться [в страну] должны будут книги, журналы, особенно совершенные и уникальные научные инструменты, произведения искусств и, в сравнительно небольшом количестве, [некоторые] виды сырья или веществ, ещё не производимые [в стране] и не нашедшие себе заменителей».
«Всякая душа да будет покорна высшим властям, ибо нет власти не от Бога; существующие же власти от Бога установлены, посему противящийся власти противится Божию установлению».
Основой государства должен быть не народ, а семья: «государство, начинающее будущую культуру, смотрит вперед, а не назад и свои расчеты строит на будущем, на детях». В здоровой семье авторитет главы семьи сродни власти монарха.
Религия должна быть отделена от государства, однако государство может оказывать содействие религиозным организациям и вправе ждать от них лояльности и содействия. П.Великанов напоминает, что отца Павла ещё до революции тревожил упадок Русской православной церкви: «Говоря о Церкви, мы часто цитируем слова: „Врата адова не одолеют её“. Но при этом мы забываем, что здесь дело идет о Церкви Христовой, а не Русской. Но я верую, что Русская Церковь устоит в каком-то меньшинстве, выйдет на правильную дорогу, но большими страданиями, потрясениями. Должен быть величайший крах церковной жизни, распад на многие отдельные течения. (Нынешняя) правящая Церковь никуда не годна. Все принадлежат к нецерковной культуре. В существе все, даже церковные люди, у нас позитивисты. Если начать речь о догматических вопросах, то всякий церковный человек скажет: да, да, я все это признаю, скажет вежливо, но не слушая, как молодой человек речи старушки. А что именно он признаёт и почему — он и сам не даст себе отчета. Мы похожи на владельцев сундука с ценностями, ключ от которого утерян. Поэтому, учась в Московской Духовной Академии, я говорил, что прежде чем учреждать миссию для инородцев, нужно учредить её для студентов духовных академий».
Признавая достижения советской власти, он указал, что они должны создать основу для будущего: «Большая часть крупных мероприятий в настоящее время находится в стадии появления бутонов и цветов, но ещё не плодов. Плодами Днепростроя и других энергостроев должна считаться не электроэнергия сама по себе, а та химическая и другие отрасли промышленности, которые используют электроэнергию. Ничто из советских строительств не должно быть утеряно для будущего, но, напротив, должно быть завершено».

### Национальный вопрос
Флоренский предложил изменить идеи Союза отдельных республик одновременно в двух направлениях:
- «в сторону большей индивидуализации отдельных республик во всем, что непосредственно не затрагивает целости государства,
- и в то же время в сторону полной унификации основных политических устремлений, а это и будет возможно, когда данная республика будет сознавать себя не случайным придатком, а необходимым звеном целого. В этом отношении будущий строй должен отличаться от настоящего, при котором автономные республики стремятся подражать Москве в быте, просвещении […] и вместе с тем не чужды сепаратистических стремлений и неясной мечты о самостоятельности от той же Москвы»[6].

## Оценки
«Предполагаемое государственное устройство в будущем» — политический трактат, ценность которого не ограничена тем, что это один из документов биографии его автора и во многих отношениях уникальный документ эпохи. Изложенные в нём идеи интересны, убедительны, глубоки и даже конструктивны, хотя и вовсе не бесспорны. Но, давая такую характеристику документу, не следует впадать в крайность, принимать все, что в нём сказано, за чистую монету, игнорируя своеобразие его заказного и вынужденного происхождения". Протоиерей, профессор В.Цыпин.
«Лубянка не принесла ничего нового во взгляды Флоренского: он давно научился принимать данность, как она есть, какой бы она ни была неприглядной, будь то жизнь страны или его собственная судьба… При утверждении единовластия (самодержавия) как единственной перспективной формы правления естественным становится принцип единоначалия и централизации общегосударственного аппарата управления, который должен формироваться сверху вниз». Протоиерей Павел Великанов, главный редактор портала «Богослов. ру».
«Идеальное „государство будущего“ в изображении Флоренского — это тоталитарная диктатура с совершенной организацией и системой контроля, наглухо замкнутая от внешнего мира. Флоренский обозначает её черты в своем сочинении „Предполагаемое государственное устройство в будущем“ — этатистской, антииндивидуалистической утопии, принадлежащей к традиции „Государства“ Платона и „Города Солнца“ Кампанеллы… Попытки Флоренского заново „зачаровать“ и мифологизировать мир представляются шутовством — когда он защищает геоцентрическую картину мира или стремится точно обозначить границу между небом и Землей; они раздражают — когда он поносит культуру Ренессанса или философию Канта; и они делаются опасными и негуманными— когда он находит носителей для сил хаоса, для союзников антихриста и для универсального, абсолютного врага, усматривая при этом благо в тоталитарной политической религии. Флоренский кажется его сегодняшним почитателям „самым светоносным представителем русской духовной жизни“. Напротив того, Николай Бердяев называл его „рафинированным реакционером“ и был в этом прав, о чём свидетельствуют приведенные примеры». Михаэль Хагемейстер, немецкий историк.